# Rudolf Kujath

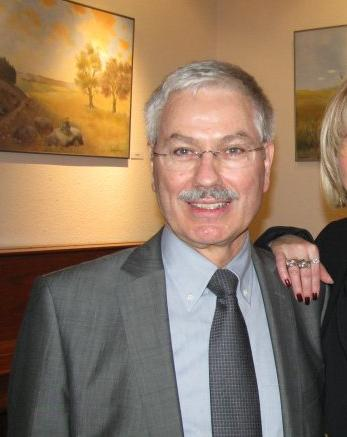
Rudolf Kujath

Rudolf „Rudi“ Kujath (* 22. Juni 1942 in Nieder-Weisel) ist ein deutscher Politiker (SPD).

## Leben
Nach dem Besuch der Hauptschule Butzbach / Hessen absolvierte er von 1957 bis 1962 eine Schriftsetzerlehre. Danach erwarb Kujath 1965 in Abendkursen die Mittlere Reife. 1967 legte er das Abitur am Hessenkolleg in Rüsselsheim ab. Er studierte bis 1972 an der Freien Universität Berlin Politikwissenschaft und schloss als Diplom-Politologe ab.
In einem einjährigen Studienaufenthalt an der Vanderbilt-University in Nashville erwarb er den Titel eines M.A. (USA) Master of Arts im Fach Political Science.
Ab 1973 war er wissenschaftlicher Angestellter bei verschiedenen Senatsverwaltungen in Berlin, von 1991 bis 1998 war er leitender Angestellter in der Wohnungsbaugesellschaft Friedrichshain (WBF). 1998 wurde Kujath Geschäftsführer der WOGEHE Wohnungsbaugesellschaft Hellersdorf und ab 2000 zugleich Geschäftsführer der Wohnungsbaugesellschaft STADT UND LAND Berlin. Seit 2007 ist er Geschäftsführer der SOPHIA Berlin GmbH, einem Unternehmen, das Alarmsysteme für ältere Menschen installiert.

## Politik
Rudolf Kujath war ab 1957 aktiv in der Gewerkschaftsbewegung. Mit 18 Jahren war er DGB-Ortsvorsitzender in Butzbach. Seit 1963 ist er Mitglied der SPD, Landes- und Bundesparteitagsdelegierter und Vorsitzender der SPD Charlottenburg von 1989 bis 1999. Er ist derzeit Vorsitzender der SPD Biesdorf-Nord in Marzahn-Hellersdorf.
Rudolf Kujath war Mitglied der Bezirksverordnetenversammlung Berlin-Charlottenburg von 1975 bis 1979 und nochmals 1989–1990, anschließend von 1991 bis 1998 Mitglied des Abgeordnetenhauses von Berlin. Hier übte er das Amt des stellvertretenden Vorsitzenden der SPD-Fraktion aus.
Rudolf Kujath befasst sich mit Stadtentwicklung und Bauwesen sowie demografischen Problemen, insbesondere der zunehmenden Alterung der Gesellschaft.
Er war bei der Bundestagswahl 2009 Direktkandidat der SPD für den Bundestagswahlkreis Berlin-Marzahn – Hellersdorf.